# Notopholia
Genre
Synonymes
- genre Lamprotornis Temminck, 1820[2]
- Coccycolius Oustalet, 1879[2]
- Hylopsar von Boetticher, 1940[2]
- Notopholia Roberts, 1922[2]

Notopholia est un genre d'oiseaux de la famille des Sturnidae.

## Liste des espèces
Selon la classification de référence du Congrès ornithologique international (version 6.4, 2016) :
- Notopholia corrusca (Nordmann, 1835)
  - Notopholia corrusca corrusca (Nordmann, 1835)
  - Notopholia corrusca vaughani (Bannerman, 1926)